# Младенов, Младен
Младен Венелинов Младенов (болг. Младен Венелинов Младенов; род. 10 марта 1957, София) — болгарский борец греко-римского стиля, призёр Олимпийских игр, призёр чемпионата Европы.

## Биография
В 1977 году завоевал звание чемпиона мира среди юниоров. В 1980 году стал бронзовым призёром чемпионата Европы. 
На Летних Олимпийских играх 1980 года в Москве боролся в наилегчайшем весе (до 52 килограммов). Регламент турнира оставался прежним, с начислением штрафных баллов; за чистую победу штрафные баллы не начислялись, за победу с явным преимуществом начислялось 0,5 штрафных балла, за победу по очкам 1 балл, за поражение с явным преимуществом соперника 3,5 балла и за чистое поражение 4 балла. Как и прежде, борец, набравший 6 штрафных баллов, из турнира выбывал. Титул оспаривали 10 борцов.
Младен Младенов добрался до финальных встреч, где проиграл Лайошу Рацу (чемпиону  Вахтангу Благидзе он проиграл ещё до финала), таким образом заняв третье место. 
| Выступление на Олимпийских играх 1980 года | Выступление на Олимпийских играх 1980 года | Выступление на Олимпийских играх 1980 года | Выступление на Олимпийских играх 1980 года | Выступление на Олимпийских играх 1980 года | Выступление на Олимпийских играх 1980 года | Выступление на Олимпийских играх 1980 года | Выступление на Олимпийских играх 1980 года |
| Круг                                       | Соперник                                   | Страна                                     | Результат                                  | Счёт                                       | Баллы                                      | Всего баллов                               | Время схватки                              |
| ------------------------------------------ | ------------------------------------------ | ------------------------------------------ | ------------------------------------------ | ------------------------------------------ | ------------------------------------------ | ------------------------------------------ | ------------------------------------------ |
| 1                                          | Бабис Холидис                              | Греция                                     | Победа                                     | Туше                                       | 0                                          | 0                                          | 8:28                                       |
| 2                                          | Тайсто Халонен                             | Финляндия                                  | Победа                                     | 4-3                                        | -1                                         | -1                                         | 9:00                                       |
| 3                                          | Вахтанг Благидзе                           | Союз Советских Социалистических Республик  | Поражение                                  | 2-7                                        | -3                                         | -4                                         | 9:00                                       |
| 4                                          | Нику Гынгэ                                 | Румыния                                    | Победа                                     | 5-2                                        | -1                                         | -5                                         | 9:00                                       |
| 5                                          |                                            |                                            |                                            |                                            |                                            |                                            |                                            |
| 6                                          | Лайош Рац                                  | Болгария                                   | Поражение                                  | 0-5                                        |                                            |                                            | 9:00                                       |

В 1981 году был пятым на Универсиаде. В 1982 пятым на Гран-при Германии. В 1983 году был четвёртым на чемпионате мира.